# Хедемура
Хедемура (на шведски: Hedemora) е град в централна Швеция, лен Даларна. Главен административен център на едноименната община Хедемура. Намира се на около 150 km на северозапад от столицата Стокхолм и на около 40 km на югоизток от Фалун. Получава статут на град през 1446 г. Има жп гара. Населението на града е 7273 жители според данни от преброяването през 2010 г.